# Алексеев, Николай Николаевич (физик)
Николай Николаевич Алексеев — российский физик, специалист в области физики и техники ускорителей.
Доктор физико-математических наук по специальности 01.04.01 — приборы и методы экспериментальной физики, физико-математические науки (2005). Тема диссертации: «Ускорительно-накопительный комплекс для экспериментов по физике высокой плотности энергии в веществе и релятивистской ядерной физике».
Начальник ускорительного центра ФГУП «ГНЦ РФ ИТЭФ» (Институт теоретической и экспериментальной физики).
Премия Векслера 2009 года — за цикл работ «Создание системы перезарядной инжекции и исследование процессов при нелиувиллевском накоплении интенсивных пучков тяжёлых ионов на ускорителе-накопителе ИТЭФ-ТВН».
Премия Правительства Российской Федерации 2010 года в области науки и техники — за создание нового поколения ускорителей тяжёлых ионов для релятивистской ядерной физики и инновационных ядерно-энергетических технологий.